# Гиршман, Михаил Моисеевич
Михаи́л Моисе́евич Ги́ршман (20 октября 1937 — 17 мая 2015) — советский и украинский литературовед, автор работ, посвящённых исследованию литературного стиля, целостности литературного произведения, ритма художественной прозы.

## Биография
Окончил Казанский университет. Профессор кафедры теории литературы Донецкого национального университета, доктор филологических наук. Один из основателей Донецкой филологической научной школы.
Спектр научных интересов литературоведа широк: от изучения ритма стиха и прозы как необходимого условия построения целостности к философскому осмыслению произведения как диалога и события (в том смысле, который вкладывал в это понятие М. М. Бахтин).
Среди его работ: общетеоретические работы о смысле понятия художественной целостности, о современном понимании этой важнейшей категории литературной теории, составляющей основу его концепции. Именно через понятие целостности им даются определения таких ключевых понятий, как художественное произведение и художественность литературы.
Одним из главных научных открытий Гиршмана стала разработанная им в 1970-е годы концепция ритма прозы, согласно которой в ней, как и в стихе, неизбежно действуют ритмические закономерности. Причём не тот абстрактный «ритм вообще», о котором пишут многие литературоведы, а вполне объективный, поддающийся научному описанию не в меньшей степени, чем стихотворный — только более сложный и вариативный по сравнению с элементарным ритмом стихотворной речи.
Многие статьи М. М. Гиршмана связаны с пониманием литературы как формы коммуникации. С этой позиции Гиршман анализирует творчество Пушкина как единое целое, рассматривает творческий диалог Тютчева и Владимира Соловьёва, разбирает концепцию Бахтина и понятие «литературное произведение».
Михаил Моисеевич Гиршман — член Международной академии наук педагогического образования.
Участник и организатор многочисленных конференций в области литературоведения, культурологии, эстетики, иудаики.
В 2005 году подписал коллективное письмо в защиту русского языка на Украине.

## Cемья
- Жена — Дубинина Диана Васильевна
- Дочь — Элина Свенцицкая
- Дочь — Елена Гиршман

## Основные работы
- Анализ поэтических произведений А. С. Пушкина, М. Ю. Лермонтова, Ф. И. Тютчева. М.: Высшая школа, 1981. (Текст: Анализ поэтических произведений А. С. Пушкина, М. Ю. Лермонтова, Ф. И. Тютчева (фрагменты)).
- Ритм художественной прозы. М.: Советский писатель, 1982.
- Литературное произведение. Теория и практика анализа М.: Высшая школа, 1991.
- Архитектоника бытия-общения — ритмическая композиция стихотворного текста — невозможное, но несомненное совершенство поэзии // Анализ одного стихотворения. «О чем ты воешь, ветр ночной?..» Тверь, 2001. (Текст: Архитектоника бытия-общения – ритмическая композиция стихотворного текста – невозможное, но несомненное совершенство поэзии.)
- Литературное произведение: Теория художественной целостности. М., 2002.
- Стиль и поэтическое словообразование в лирике Ф. И. Тютчева // Литературоведческий сборник: творчество Ф. И. Тютчева: филологические и культурологические проблемы изучения. Вып. 15-16. — Донецк: ДонНУ, 2003. — С. 6-15. (Текст: Стиль и поэтическое словообразование в лирике Ф. И. Тютчева.)
- О ритмической композиции стихотворения С. Гандлевского «Всё громко тикает. Под спичечные марши…» // Третье литературоведение. Материалы филолого-методологического семинара (2007—2008) / Под ред. Б. В. Орехова и С. С. Шаулова. — Уфа: Вагант, 2009. — С. 138—145 (Текст: О ритмической композиции стихотворения С. Гандлевского «Всё громко тикает. Под спичечные марши…» Архивировано 28 ноября 2012 года.).